# Sebastian Bach
Sebastian Bach, właściwie Sebastian Philip Bierk (ur. 3 kwietnia 1968 w Freeport) – kanadyjski wokalista, autor tekstów i piosenek, a także aktor.
Znany przede wszystkim z występów w amerykańskim zespole rockowym Skid Row, którego był członkiem w latach 1987–1997. Wcześniej występował w zespołach Madam X i Kid Wikkid.
W 2006 został sklasyfikowany na 36. miejscu listy 100 najlepszych wokalistów wszech czasów według „Hit Parader”. W 2009 roku został sklasyfikowany na 16. miejscu listy 50 najlepszych heavymetalowych frontmanów wszech czasów według Roadrunner Records.

## Życiorys
Jego ojciec, David Bierk, był artystą plastykiem. Ma dwójkę rodzeństwa – brata Zaca, który rozegrał 47 spotkań w NHL jako bramkarz, i siostrę Heather Dylan, która została modelką i aktorką. Jego rodzice rozwiedli się, gdy miał 12 lat.
Po 1997 podjął solową działalność artystyczną. W 1999 wydał pierwszy album pt. Bring ’Em Bach Alive, w 2002 – zbiór coverów pt. Bach Basic 2, a w 2007 – album pt. Angel Down, na którym w trzech utworach gościnnie zaśpiewał Axl Rose.
Grał Doktora Henry’ego Jekylla i jego alter ego, pana Edwarda Hyde’a w musicalu Jekyll & Hyde (2000, 2004), Riffa Raffa w musicalu The Rocky Horror Show (2001) i Jezusa z Nazaretu w musicalu Jesus Christ Superstar (2002–2003). Wystąpił także w serialu Kochane kłopoty (Gilmore Girls, 2003–2007) jako muzyk oraz pojawił się w siódmym i ósmym sezonie produkcji Chłopaki z baraków (Trailer Park Boys, 2007–2014).
W 2006 wziął udział w reality show Supergroup, emitowanym na antenie stacji telewizyjnej VH1. Wraz z uczestnikami audycji – basistą Evanem Seinfeldem, perkusistą Jasonem Bonhamem oraz gitarzystami Scottem Ianem i Tedem Nugentem – utworzył zespół Damnocracy. W 2010 grupa została rozwiązana, nie pozostawiając w dorobku żadnych autorskich nagrań.

## Życie prywatne
26 lipca 1992 poślubił Marię Aquinar, z którą ma dwóch synów: Parisa Francisa Muira (ur. 4 marca 1988) i Londona Siddharthę Halforda (ur. 17 czerwca 1994) oraz córkę Sebastianę Marię Chantal (ur. 15 lipca 2007). W 2010 roku doszło do separacji, a w 2011 roku do rozwodu pary.
Spotykał się z aktorką Christiną Applegate (1989) i modelką Kendrą Jade (2000–2008), modelką Minnie Gupta (2010–2014), Rochelle Loewen (2014). 28 grudnia 2014 roku zaręczył się z Suzanne Le, z którą się ożenił 22 sierpnia 2015.

## Zespół
| Obecny skład zespołu - Sebastian Bach – wokal (od 1997) - Jason Christopher – gitara basowa (od 2012) - Bobby Jarzombek – perkusja (od 2005) - Johnny Chromatic – gitara (od 2005) - Jeff George – gitara (od 2012) Muzycy koncertowi - Devin Bronson – gitara (od 2013) - Mark Prator – perkusja (2005) - Jason "Shakes" West – perkusja (2006, 2010) - Brent Woods – gitara (2012) - Jinxx – gitara (2012) |  | Byli członkowie zespołu - Larry Fisher – gitara basowa (1997–1999) - Mark „Bam Bam” McConnell (zmarły) – perkusja (1997–1998, 2000–2005) - Jimmy Flemion – gitara (1997–1999) - Anton Fig – perkusja (1998–2000) - Richie Scarlet – gitara (1998–2002) - Paul Crook – gitara (1999–2004) - Cheeze – gitara basowa (2004–2005) - Adam Albright – gitara (2004–2005) - Ralph Santolla – gitara (2004–2005) - Randall X Rawlings – gitara (2004–2005) - Steve DiGiorgio – gitara basowa (2005–2007) - Metal Mike Chlasciak – gitara (2005–2008) - Rob DeLuca – gitara basowa (2006–2012) - Nick Sterling – gitara (2009–2012) |

## Wybrana dyskografia
Albumy
- Angel Down (2007, Merovingian Music)
- Kicking & Screaming (2011, Frontiers Records)
- Give 'Em Hell (2014, Frontiers Records)

Albumy koncertowe
- Bring 'em Bach Alive (1999, Atlantic Records)
- ABachalypse Now (2013, Frontiers Records)

Kompilacje
- Bach 2 Basics (2001, Get Off My Bach)

DVD
- Forever Wild (2004, Red)

## Wybrana filmografia
| Rok       | Tytuł                                                                                                  | Rola                               | Reżyser                                 |
| --------- | --- | ---------------------------------- | --------------------------------------- |
| 1992      | A Year and a Half in the Life of Metallica                                                             | w roli samego siebie               | Adam Dubin                              |
| 1999      | Final Rinse                                                                                            | Buddy                              | Robert D. Tucker                        |
| 2000      | Point Doom                                                                                             | Slim                               | Art Camacho                             |
| 2002      | The New Sideshow (film dokumentalny)                                                                   | narrator                           | Tim Miller                              |
| 2003–2007 | Kochane kłopoty (Gilmore Girls, serial TV)                                                             | Gil                                |                                         |
| 2008      | Robot Chicken (serial animowany)                                                                       | Wildman / Martian Manhunter (głos) | Chris McKay, Kevin Shinick              |
| 2010      | Rush: Beyond the Lighted Stage                                                                         | w roli samego siebie               | Sam Dunn, Scot McFadyen                 |
| 2010      | SpongeBob Kanciastoporty (serial animowany)                                                            | Triton (głos)                      |                                         |
| 2011      | Adults Only                                                                                            | Shifty                             |                                         |
| 2012      | The Eric Andre New Year's Eve Spooktacular (film krótkometrażowy)                                      | w roli samego siebie               | Andrew Barchilon, Kitao Sakurai         |
| 2012      | Asking Alexandria: Through Sin and Self-Destruction (film dokumentalny)                                | w roli samego siebie               | Frankie Nasso (w napisach: Frank Nasso) |
| 2012      | Rock of Ages                                                                                           | Rocker                             | Adam Shankman                           |
| 2013      | Californication                                                                                        | Tony                               | Adam Bernstein                          |
| 2013      | Rock and Roll Roast of Dee Snider                                                                      | w roli samego siebie               | Luke Harrison, Bryan Beasley            |
| 2014      | Swearnet: The Movie                                                                                    | w roli samego siebie               | Warren P. Sonoda                        |
| 2014      | Robot Chicken (serial animowany)                                                                       | piosenkarz Dino-Riders (głos)      | Zeb Wells                               |
| 2007–2014 | Chłopaki z baraków (Trailer Park Boys, serial TV)                                                      | w roli samego siebie               |                                         |
| 2016      | Deserted                                                                                               | Archer                             | Ashley Avis                             |
| 2016      | Kochane kłopoty (Gilmore Girls: A Year in the Life, miniserial TV)                                     | Gil                                |                                         |
| 2016      | Chłopaki z baraków: Chłopaki opuszczają baraki: Europa (Trailer Park Boys: Out of the Park, serial TV) | w roli samego siebie               |                                         |

## Publikacje
- 18 and Life on Skid Row, 2016, Dey Street Books, ISBN 978-0-06-226539-5